# John Murphy Farley
John Murphy Farley (20 tháng 4 năm 1842 – 17 tháng 9 năm 1918) là một hồng y người Mỹ gốc Ireland của Giáo hội Công giáo Rôma. Ông giữ chức Tổng giám mục Tổng giáo phận New York từ năm 1902 cho đến khi qua đời vào năm 1918. Khẩu hiệu giám mục của ông là "Non Nobis Domine" (có nghĩa là "Không phải để cho chúng con Chúa ơi").

## Thân thế và tu tập
John Farley sinh ngày 20 tháng 4 năm 1842 ở Newtownhamilton, Quận Armagh, Ireland, cha mẹ là Philip và Catherine (nhũ danh Murphy) Farley. Năm mười hai tuổi, ông mồ côi và đến sống với gia đình nhà ngoại ở thị trấn Moyles. Ông được giáo dục sớm dưới sự hướng dẫn của một gia sư riêng tên Hugh McGuire. Sau đó, ông theo học tại Học viện Thánh Macartan ở Monaghan từ năm 1859 đến năm 1864.
Dưới sự bảo trợ của một người chú, năm 1864 Farley di cư sang Hoa Kỳ vào thời kỳ Nội chiến. Ông ngay lập tức đăng ký vào Trường đại học Thánh Gioan ở Thành phố New York và tốt nghiệp vào năm 1865. Sau đó, ông bắt đầu nghiên cứu về chức linh mục tại Chủng viện Thánh Giuse ở Troy. Năm 1866, ông được tiếp tục gửi đi học tại Giáo hoàng Học viện Bắc Mỹ ở Roma. Ông đã có mặt ở Roma trong toàn bộ thời kỳ Công đồng Vaticanô I.

## Linh mục
Farley được Hồng y Costantino Patrizi Naro chủ phong linh mục vào ngày 11 tháng 6 năm 1870 tại Giáo phận Rôma, Ý. Sứ vụ đầu tiên của ông sau khi trở về New York là làm linh mục phó xứ tại Nhà thờ Thánh Phêrô (Đảo Staten) và giữ chức này trong hai năm. Sau khi bổ nhiệm Francis McNeirny đến Giáo phận Albany, năm 1872 Farley trở thành thư ký cho Tổng giám mục John McCloskey, người mà ông đã gặp trước đó khi ở Roma. Trong khoảng thời gian này, ông đã thay đổi cách đánh vần tên của mình từ "Farrelly" sang "Farley". Ông đi cùng McCloskey đến Mật nghị Hồng y 1878, nhưng họ đã đến sau cuộc bầu cử Giáo hoàng Lêô XIII. Farley đã viết bài về Hồng y McCloskey cho Catholic Encyclopedia (tạm dịch: Bách khoa toàn thư Công giáo).
Từ 1884 đến 1902, Farley là linh mục chính xứ của Nhà thờ Thánh Gabriel ở Manhattan. Trong nhiệm kỳ của mình, ông đã giải thoát giáo xứ khỏi nợ nần, giám sát việc thánh hiến nhà thờ và xây dựng một hội trường. Có một khoảng thời gian phục vụ tại đây, linh mục phó xứ là Patrick Joseph Hayes (người sau này sẽ làm thư ký riêng của ông khi tấn phong giám mục, giám mục phụ tá khi ông làm Tổng giám mục Tổng giáo phận New York và kế nhiệm ông khi qua đời). Ông được phong tuyên úy của giáo hoàng vào năm 1884 với danh hiệu "đức ông" và được thăng lên bậc giáo sĩ danh dự của giáo hoàng vào năm 1892. Ngoài các công việc mục vụ tại Nhà thờ Thánh Gabriel, Farley còn là đại diện cho Tổng giáo phận New York từ năm 1891 đến 1902. Ông cũng từng là chủ tịch hội đồng trường Công giáo, trên cương vị này này ông đã tổ chức một cuộc diễu hành trường Công giáo vào năm 1892. Sau đó, ông tổ chức một cuộc triển lãm trường Công giáo vào năm 1894. Ông trở thành đức ông đệ nhất đẳng vào năm 1895.

## Giám mục
Ngày 18 tháng 11 năm 1895, Farley được Giáo hoàng Lêô XIII bổ nhiệm làm Giám mục phụ tá New York và Giám mục hiệu tòa Zeugma tại Syria. Ông được tấn phong vào ngày 21 tháng 12 cùng năm tại Nhà thờ chính tòa Thánh Patriciô, do Tổng giám mục Michael Corrigan chủ phong cùng các Giám mục Charles Edward McDonnell (Giám mục Brooklyn) và Henry Gabriels (Giám mục Ogdensburg) phụ phong. Farley trở thành Giám quản Tông Tòa của tổng giáo phận sau khi Tổng giám mục Corrigan qua đời vào ngày 5 tháng 5 năm 1902, và chính ông được bổ nhiệm làm Tổng giám mục thứ tư của New York vào ngày 15 tháng 9 cùng năm.

## Hồng y Tổng giám mục
Giáo hoàng Piô X đã vinh thăng ông thành Hồng y đẳng Linh mục Santa Maria sopra Minerva trong công nghị ngày 27 tháng 11 năm 1911. Ông là một trong những hồng y cử tri đã tham gia vào Mật nghị Hồng y 1914 mà người đắc cử là Giáo hoàng Biển Đức XV. Sau khi Chiến tranh thế giới thứ nhất bùng nổ, Farley tuyên bố: "Là người Công giáo ở Hoa Kỳ, chúng tôi có lòng trung thành với Chính phủ Hoa Kỳ và có nghĩa vụ thiêng liêng phải trả lời một cách trung thực mọi yêu cầu của đất nước đối với sự trung thành và tận tụy của chúng tôi... Tôi nghĩ rằng hòa bình sẽ đến nhờ vào sự hòa giải và ngoại giao. Tuy nhiên, dường như không thể hi vọng vào hòa bình vĩnh viễn nào ngoại trừ thông qua sự thất bại của vũ khí Đức hoặc sự từ chối chế độ chuyên chế của Phổ bởi chính người dân Đức. Sự chỉ trích của chính phủ chọc tức tôi. Tôi coi đó là một chút phản bội." Sự cống hiến của ông cho chiến thắng trong chiến tranh đã chọc giận yếu tố Sinn Féin của hàng giáo sĩ New York – những người tin rằng vị hồng y đang "cúi đầu trước những kẻ khổng lồ bài Ireland".
Ông đã đạt được tiến bộ trong giáo dục Công giáo ở tổng giáo phận là bài phát biểu quan trọng trong nhiệm kỳ của mình với tư cách là tổng giám mục và thành lập gần năm mươi trường học mới sau tám năm nhậm chức; ông cũng thành lập Chủng viện Dự bị Nhà thờ chính tòa.
Farley qua đời ở Mamaroneck, thọ 76 tuổi. Ông được chôn cất trong hầm mộ dưới bàn thờ của Nhà thờ chính tòa Thánh Patriciô.

## Tông truyền
Hồng y Tổng giám mục John Murphy Farley được tấn phong giám mục năm 1895, dưới thời Giáo hoàng Lêô XIII, bởi:
- Giám mục chủ phong: Tổng giám mục Tổng giáo phận New York Michael Corrigan
- Hai giám mục phụ phong: Giám mục chính tòa Giáo phận Brooklyn Charles Edward McDonnell và Giám mục chính tòa Giáo phận Ogdensburg Henry Gabriels

Hồng y Tổng giám mục John Murphy Farley là chủ phong nghi thức truyền chức cho các giám mục:
- Năm 1903, Charles H. Colton, Giám mục chính tòa Giáo phận Buffalo
- Năm 1904, Thomas Cusack, Giám mục phụ tá Tổng giáo phận New York
- Năm 1905, Thomas Francis Hickey, Giám mục phó Giáo phận Rochester
- Năm 1907, John J. Collins, Giám mục hiệu tòa Tổng giáo phận Jamaica
- Năm 1909, John Grimes, Giám mục phó Giáo phận Syracuse
- Năm 1912, Joseph Henry Conroy, Giám mục phụ tá Giáo phận Ogdensburg
- Năm 1914, Patrick Joseph Hayes, Giám mục phụ tá Tổng giáo phận New York

## Hình ảnh

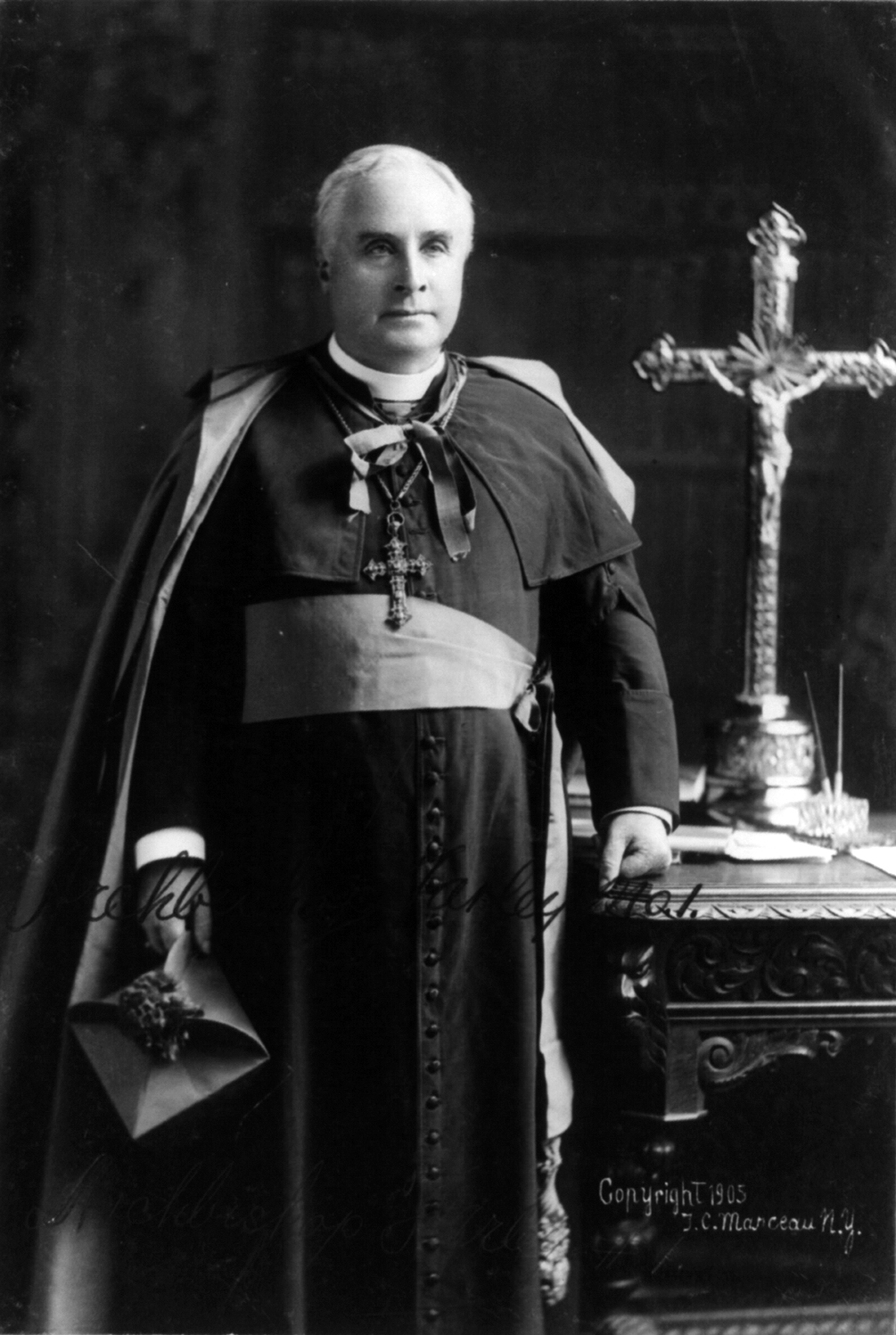
Tổng giám mục Farley vào khoảng năm 1905
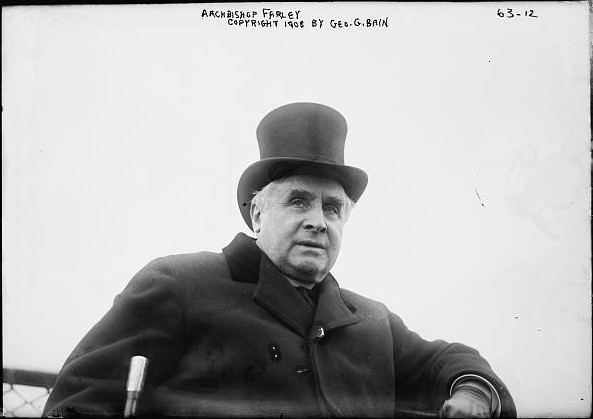
Tổng giám mục Farley vào khoảng năm 1908
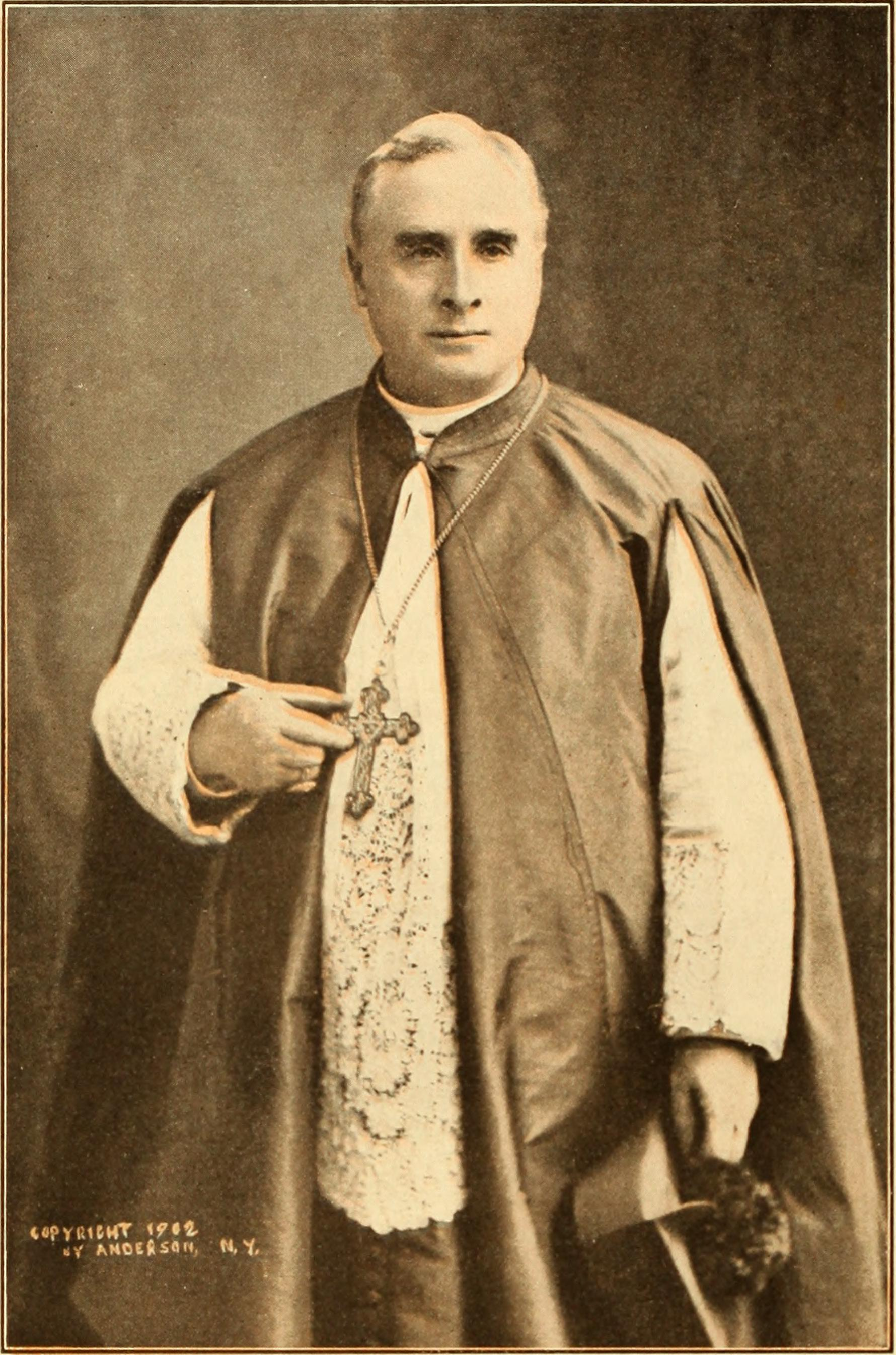
Tổng giám mục Farley năm 1908
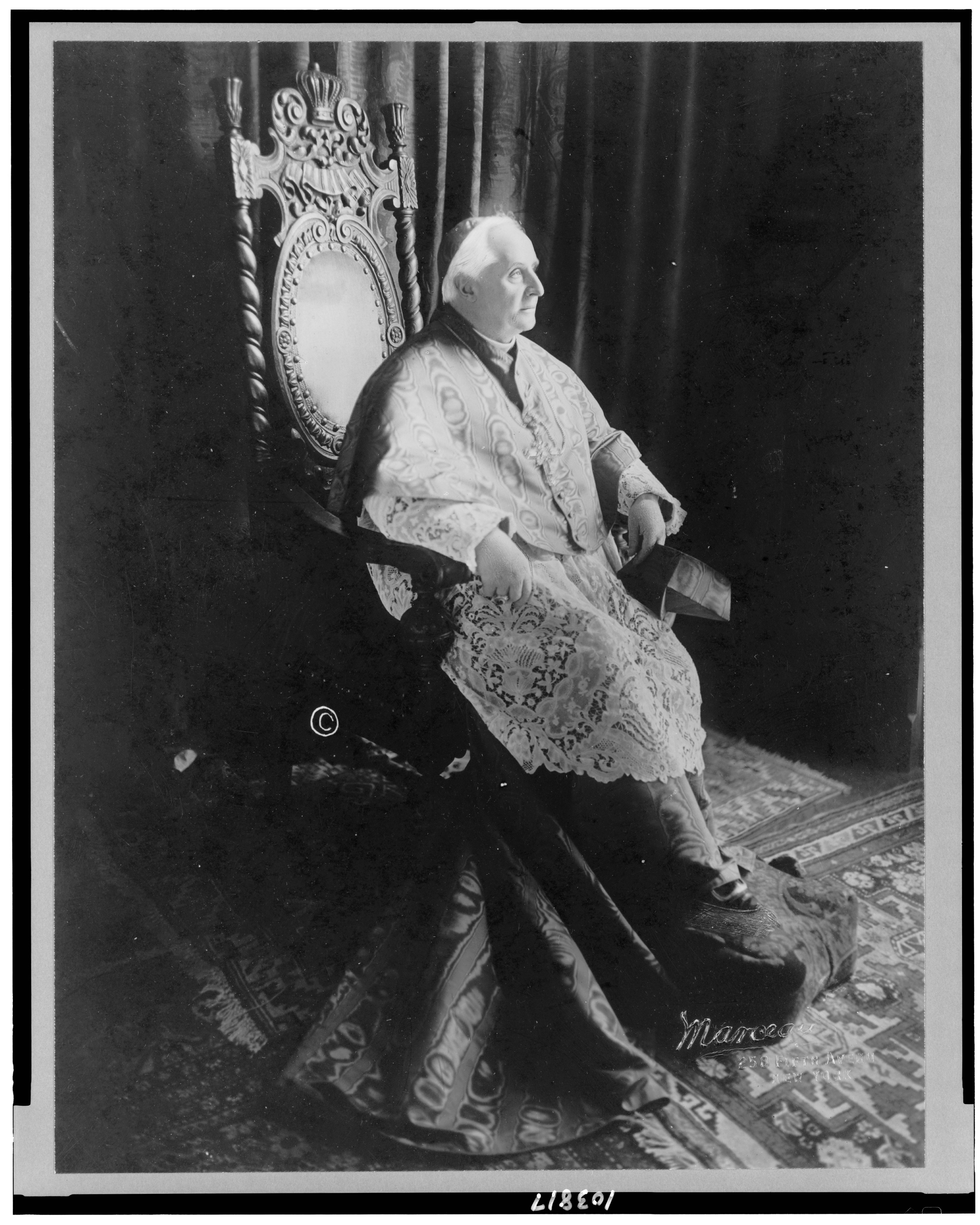
Hồng y Farley năm 1902
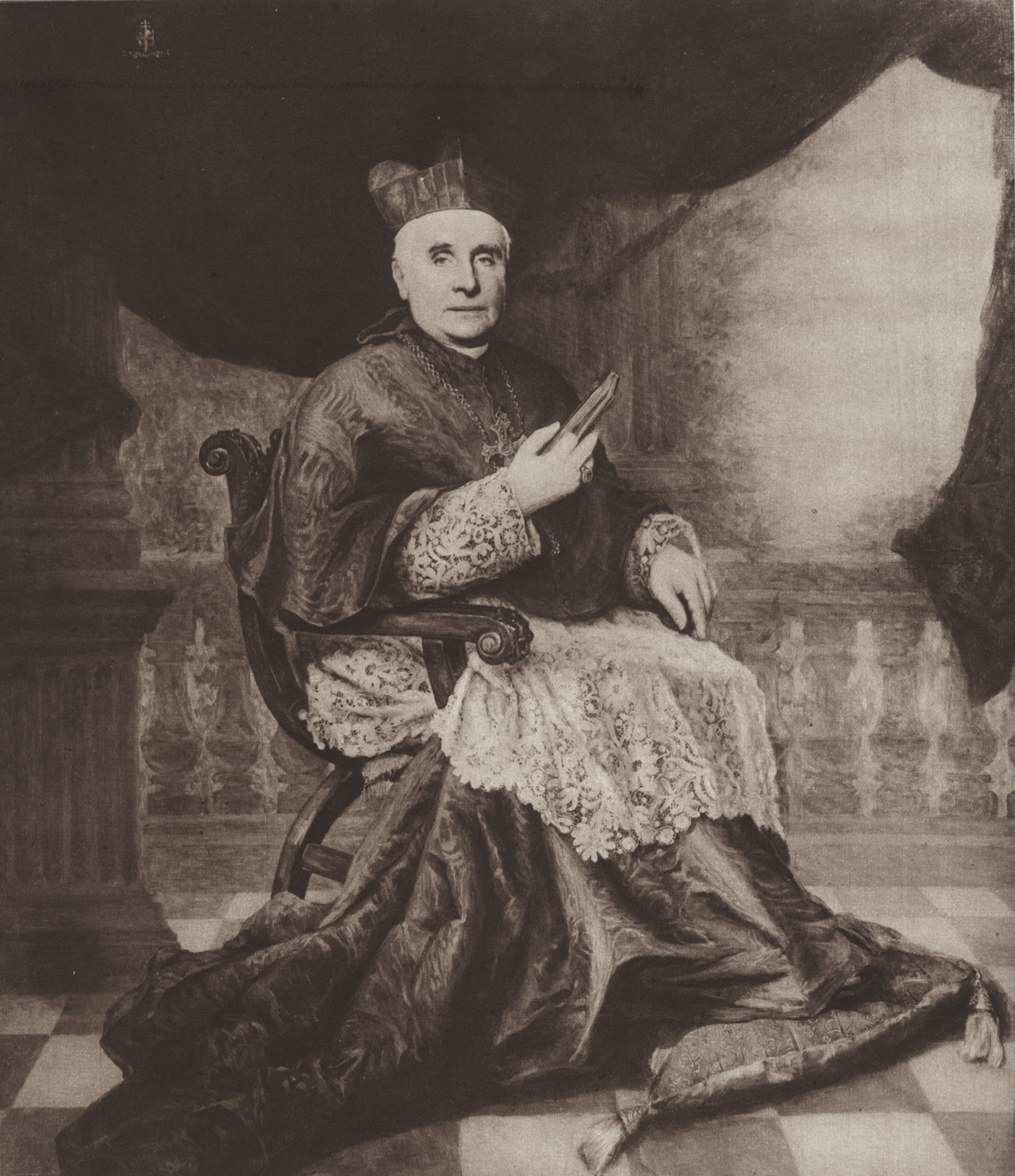
Tranh vẽ Hồng y Farley vào năm 1915 của Pierre Tartoue